# Mauby

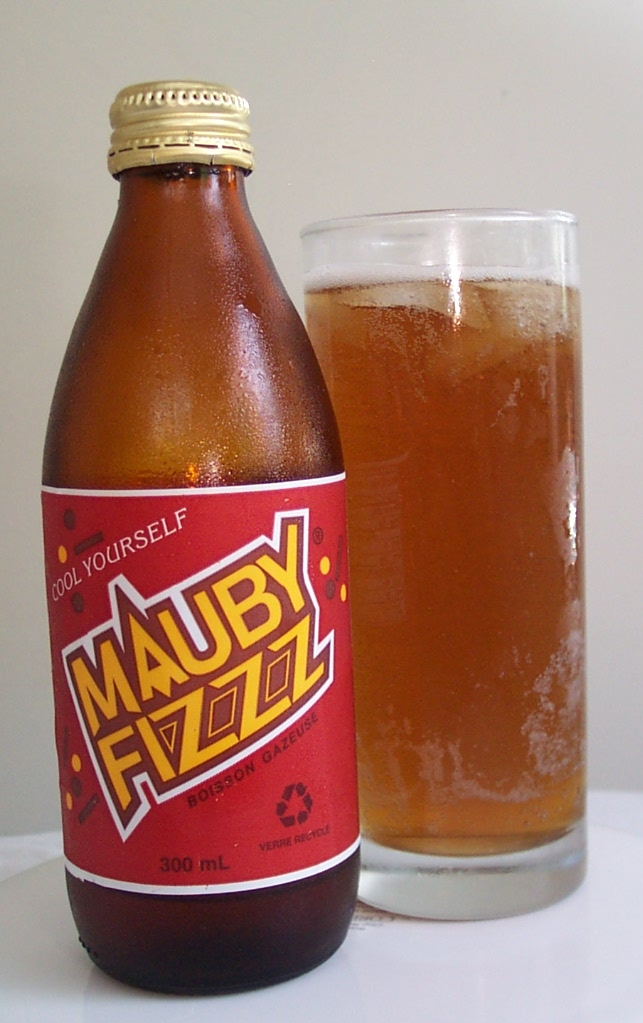
Mauby Fizzz

Mauby ist ein in der Karibik endemisches Erfrischungsgetränk aus Rindenextrakt von Colubrina elliptica oder Colubrina arborescens, in der Karibik heimischen Kreuzdorngewächsen.

## Herstellung
Colubrina elliptica und Colubrina arborescens werden in der englischsprachigen Südkaribik oft „Carob“ genannt, was das englische Wort für den Johannisbrotbaum und entsprechend sachlich falsch ist. Oft wird auch vereinfachend vom „Mauby-Baum“ gesprochen. Bei der manuellen Herstellung von Mauby werden die Rindenstücke zusammen mit Zimt, Zucker und Anis gekocht. Der Sud wird nach dem Abkühlen gefiltert und je nach Geschmack mit Wasser verdünnt, um Zucker ergänzt und eventuell mit Angosturabitter abgeschmeckt. Weitere Zutaten wie z. B. Nelken, Muskatnuss oder Schalen von Zitrusfrüchten werden nach Geschmack verwendet. Der Geschmack des fertigen Getränks ist zunächst süß und entfernt malzbierartig, hat im Abgang aber eine leicht bittere Note. Getrunken wird Mauby möglichst kalt. Mitunter wird der Sud mit Hilfe von Resten des letzten Herstellungsvorgangs fermentiert. 
In einigen Karibikstaaten wird Mauby auch industriell erzeugt und vertrieben, oft als Sirup, dem noch Wasser zugegeben werden muss. Teilweise wird das Getränk aber auch mit Kohlensäure versetzt. Bekannte Marken von Fertiggetränken sind:
- Dominikanische Republik: Mabi Seybano, Mabi Cacheo (hergestellt von Grupo Taino).
- St. Vincent und die Grenadinen: Hairoun Mauby (hergestellt von Chatoyer Int.).
- Trinidad und Tobago: Mauby Fizzz (hergestellt von PepsiCo).

## Anwendungsgebiete
Manuell hergestelltes Mauby wird nicht nur zur Erfrischung getrunken, sondern auch als Hausmedizin gegen diverse Leiden eingesetzt, so gegen Arthritis, hohen Cholesterinspiegel, Bluthochdruck, hohen Blutzucker und Diarrhöe. Die blutdrucksenkende Wirkung ist nachgewiesen. Im Volksmund wird Mauby eine vorbeugende Wirkung gegen Krebsleiden zugesprochen; Belege hierfür gibt es nicht.

## Benennung nach Herkunft
Wie in der Karibik üblich variieren Bezeichnungen von Insel zu Insel. Nachfolgend eine Auflistung von Schreibweisen, Staaten bzw. Gebieten zugeordnet.
| Bezeichnung | Land                                                                                                  |
| ----------- | --- |
| Mauby       | Anguilla Barbados Bermuda Grenada Guyana St. Lucia St. Vincent und die Grenadinen Trinidad und Tobago |
| Maubi       | Britische Jungferninseln Saba St. Eustatius St. Maarten                                               |
| Mabi        | Dominikanische Republik Haiti                                                                         |
| Mavi        | Puerto Rico                                                                                           |